# Kotjebi
Kotjebi (in coreano: 꽃 제비) è un termine coreano che indica i bambini di strada in Corea del Nord. L'espressione significa letteralmente "rondine in fiore (꽃 제비)", poiché proprio come questi uccelli, i kotjebi sono alla costante ricerca di cibo e di un riparo. La locuzione kotjebi è stata assolutamente vietata dal governo nordcoreano, che ne nega totalmente l'esistenza.

## Storia
I kotjebi sono apparsi per la prima volta a metà degli anni '90 sulla scia della carestia nordcoreana, nota come Marcia Ardua, e che ha fatto crollare il sistema di distribuzione del cibo gestito dal governo. Nel tentativo di arginare il fenomeno del vagabondaggio in tutto il paese, il governo nordcoreano ha istituito nel 1995 speciali campi di detenzione per bambini, dediti a dare cibo e un tetto sopra la testa agli infanti vagabondi. Tuttavia, il progetto fallì a causa delle cattive condizioni in questi speciali campi di detenzione, in cui parecchi bambini sono morti per la malnutrizione.